# Scottish Open 1937
Die Scottish Open 1937 waren die 25. Austragung dieser internationalen Meisterschaften von Schottland im Badminton. Sie fanden Anfang des Jahres in Glasgow statt.

## Finalresultate
| Disziplin    | Sieger                              | Finalist                        | Ergebnis            |
| ------------ | ----------------------------------- | ------------------------------- | ------------------- |
| Herreneinzel | Ralph Nichols                       | T. P. Dick                      | 13–15, 15–14, 15–11 |
| Dameneinzel  | Daphne Young                        | Thelma Kingsbury                | 11–7, 11–6          |
| Herrendoppel | Ralph Nichols Ian Maconachie        | Donald C. Hume Raymond M. White | 8–15, 15–9, 15–7    |
| Damendoppel  | Marjorie Henderson Thelma Kingsbury | Elizabeth Anderson M. K. Morton | 15–6, 15–11         |
| Mixed        | Ian Maconachie Thelma Kingsbury     | Donald C. Hume Betty Uber       | 15–6, 15–11         |